# 26 cm Minenwerfer M. 17
Il 26 cm Minenwerfer M. 17 fu un mortaio pesante Austro-Ungarico utilizzato dall'Imperiale e regio esercito durante la prima guerra mondiale.

## Storia
Nel 1916, l'esercito austro-ungarico necessitava la fabbricazione di mortai pesanti, per sostituire gli esistenti 22,5 cm Minenwerfer M. 15. Si decise di testare i prototipi di mortai pesanti proposti da Böhler e Skoda, che presentò due versioni, una con canna rigida e l'altra con un sistema di rinculo; fu scelta la prima perché era più semplice da produrre. A causa della mancanza di carbone e acciaio, furono prodotte solo circa 300 di queste armi ed i primi mortai arrivarono al fronte solo a partire da marzo 1918. Quest'arma rimase in servizio nell'esercito austriaco dopo la prima guerra mondiale.

## Tecnica
Il mortaio era ispirato dal Mortier de 240 mm ed era composto da una canna ad avancarica rigata, allargata nella parte inferiore e forata per sparare la carica propulsiva con un innesco. Ruotava su un perno sferico per il puntamento verticale che avveniva agendo su un sistema di bulloni e viti che sosteneva la canna e la base era realizzata in piastre di acciaio rivettate. Sono note due versioni dell'arma: quella originale era dotata di una base lunga e stretta composta da due strati sovrapposti che potevano ruotare l'uno sull'altro in modo da consentire un piccolo campo di puntamento orizzontale, il modello successivo era dotato di una base semplificata ma più ampia, che apparentemente consentiva un raggio di mira orizzontale molto più ampio. Alcune fonti chiamano rispettivamente queste versioni M16 e M17.